# Pháp tướng tông
Pháp Tướng tông (tiếng Trung: 法相宗, Nhật: Hossō-shū), là một tông phái Phật giáo. Đoàn Trung Còn xếp tông này vừa thuộc Phật giáo Nguyên thủy vừa thuộc Đại thừa (gọi là Trung thừa). Nhưng cũng có ý kiến xếp tông này thuộc hệ Đại thừa.
Pháp Tướng tông, hình thành ở Ấn Độ, lấy bộ Duy thức luận của Vasubandhu (Thế Thân) và Thành Duy thức luận của Dharmapāla (Hộ Pháp) làm giáo lý. Sư Huyền Trang dịch hai bộ luận trên ra tiếng Hán và tạo tiền đề cho tông này phát triển ở Trung Quốc.
Tông này chủ trương rằng mọi sự vật, hiện tượng đều là biểu hiện của thức mà có (vạn pháp duy thức), cho nên xét về bản chất là không có thực.